# Света Троица (Агия Триада)
„Света Троица“ (на гръцки: Ιερός Ναός Αγίας Τριάδας) е православна църква в южномакедонското село Агия Триада, Егейска Македония, Гърция. Храмът е част от Меликското архиерейско наместстничество на Берската, Негушка и Камбанийска епархия на Вселенската патриаршия (под управлението на Църквата на Гърция). Църквата е гробищен храм, разположен в североизточния край на селото. В 1930 година църквата е обявена за паметник на културата.